# ArcheAge
ArcheAge е MMORPG компютъра игра, производство на корейската компания XL Games. Тя е от типа sandbox. В нея на играчите се предлага пълна свобода на действие в огромен фентъзи свят, който е факт, благодарение на графическия двигател CryEngine 3.

## Автор
Джейк Сонг е един от най-популярните мъже в света на MMORPG. Именно той е измислил и през 1998 г. пуснал Lineage, която е една от най-известните игри в света и все още е доста печеливша. Още от училище Сонг се увличал от 8-битови игри и програмиране. Заедно с приятели направили сами няколко игрички, които се получили нелошо. Първата си истинска игра той смята, че е излязлата през 1996 г. The Kingdoms of the Winds – двуизмерна РПГ в стилистиката на корейските комикси, основани на корейската митология. До 2003 г. Сонг работил в компанията NCSoft, където работил по проекта Lineage Forever, познат сега като Aion, също така и като консултант на Lineage 2 и Tabula Rasa. Впоследствие решава, че иска да създаде свой проект и през март 2003 г. той напуснал NCSoft и създал своя компания. Така на бял свят се появява XLGAMES.
Първата игра, анонсирана от новата компания, били онлайн ралита. Играта преживяла около две години, след което тихичко умряла. През 2006 г. много компании, разработчици на онлайн игри, искали да повторят невероятния успех на невероятната World of Warcraft. Ако в Европа и Северна Америка излезли десетки клонинги, то на Корейския полуостров и в Китай те били хиляди, като всички претендирали, че са убиецът на World of Warcraft. Сам Джейк признава, че играе в World of Warcraft от 6 г. постоянно, а на телефона си често си пуска Candy Crush Saga.
През този период Сонг обявява, че ще създаде онлайн sandbox. Игра, в която ще има огромен свят и много начини за изследването му и усвояването му. Играта била наречена ArcheAge.
Разработката на ArcheAge започнала през 2006 г. и е продължила 6 г. и половина. Над играта работели около 150 души, като само 100 от тях били програмисти.

## Особености
В играта имате възможност да си построите дом и да го обзаведете. Може да си изградите вила, да си купите състезателна кола и да участвате в ралита. Играчите имат възможност да се занимават с риболов. Това могат да направят край някое езеро с въдица в ръка или да си построят лодка, с която да излязат в морето. За промишлен риболов ще е нужна шхуна, оборудвана с компас, ехолот, мрежи и т.н. От борда на кораба играчите имат възможността да се гмуркат и да търсят подводни съкровища или да нагледат подводната си ферма. Освен това може да плавате под вода и с личната си мини подводница.

## Летене
Характерна особеност в ArcheAge е възможността на играчите да летят на собствен делтапланер, който може да бъде ъпгрейдван.

## Фермерство
В света на ArcheAge фермерството е много силно развито. Играчите имат възможност да създадат собствена ферма, в която да отглеждат животни, да добиват вълна, месо, мляко, сирене, мед, плодове, зеленчуци и дървета.

### Климат
Климатът в ArcheAge играе много важна роля – от неговите особености зависи времето за израстване на животните и растенията. В играта има три типа климат: сух, умерен и тропически.
В десния долен ъгъл на картата може да се видят, какви климатични условия са характерни за дадената локация. Това е много важно, ако се стремите да получите максимален урожай за най-кратки срокове. Например, маслиновото дърво в местност с умерен климат ще израсне за 10 часа, а при други условия това ще отнеме не по-малко от 14 часа. Съществуват и непретенциозни растения, като краставици и картофи, които растат еднакво бързо навсякъде.
Условно ръста на растенията може да се раздели на няколко етапа: засаждане на семената, плодоносен период и увяхване. Ако в последния период използвате торове, които можете да купите при търговеца, то растението ще укрепне и ще ви даде още плодове. Поливайки растението веднага след засаждането, то това ще ускори темпа на ръста, но и увяхването ще настъпи по-бързо.
Топлите условия на времето са най-подходящи и за отглеждане на животни.

### Животновъдство
Купете си при търговеца представители на тези животински видове, които ви интересуват и не забравяйте да разположите младите животни на охраняема територия, иначе другите играчи ще ви откраднат добичетата, ще ги острижат или убият.
От животните могат да се добият специфични ресурси, като вълна, пух, месо и т.н. Някои от тези компоненти се ползват в другите професии, като кулинарията например. С повишаване на ръста на животновъдството, се повишава и вероятността за добив на различни редки ресурси.
Вашето животно периодично може да заболее и за лечението му се ползват специални микстури. Също така в играта можете да отглеждате и питомци, пригодни за езда – Ята.

### Растениевъдство
Отглеждайки дървета акхиум, вие можете да добиете много ценен ресурс – акхиум, който е нужен за създаването и подобряването на екипировката ви и много други възможности. Дръвче за засаждане струва около 5 древни златни монети и след засаждането му, то трябва да се полее с вода от Северния континент. Бъчвичка с вода може да носите на гърба на героя си. За едно дръвче са нужни две поливания и след девет часа и половина може да съберете първия си урожай. След това отново трябва да полеете дървото си. Естествено за това време се изразходват точки за работа. Да отглеждате такова дърво е най-добре на Северния континент, това ще ви избави от необходимостта да пренасяте вода на друг континент.

### Защита на фермата
За да не ви оберат урожая, трябва да поставите плашило, което ще защити вашите засаждения и животни от набези на разбойници. В играта има два вида плашила – малко сламено и голямо с тиквена глава. Първото пази малки участъци, на които могат да се отглеждат до 5 – 6 дървета, а второто е за големи градини и ниви.
За създаването на малкото плашило е необходимо дървесина и рецепта, която можете да получите за изпълнена задача. Голямото плашило се създава по-трудно. Нужно е да изпълните цяла верига задачи – да пренесете товара в друга локация, да се сдобиете с малко магаре, което ще ви помогне за това и даже да отплавате с лодка на континент, населен с враждебна фракция.
Плашилото може да поставите, където искате, то ще защитава територията по всяко време, с изключение на тези случаи, когато вашата ферма се намира на територията на замък, който е бил обсаден и завладян от противника. След успешна обсада враговете може да унищожат засажденията ви.
Във връзка с данъчната система не е целесъобразно да стопанисвате повече от две ферми. Трябва да имате предвид и че територията охранявана от едно плашило е ограничена. Вие ще трябва да се замислите за това, какво, как и къде да отглеждате.
С фермерство е най-добре да се занимавате групово. Сигурно вашите приятели ще ви помогнат с фермата. Настройте достъпа и вие колективно ще можете да добивате ресурси.
В градината си може да отглеждате и обикновени дървета. При недостиг на дървен материал на сървъра – този ресурс ще ви донесе добър приход. Освен това дървесината е необходима при строежа на къща или кораб.
Фермерството е тясно свързано и с други професии. Развивайки даден занаят, вие ще получите ценни ресурси, които ще са ви необходими в кулинарията, алхимията и даже за риболова.
Селският живот може да ви се стори скучен и еднообразен, но фермата е отличен източник на доход. Опитните фермери ще добиват много редки ресурси и търговията с тях може да се окаже много печеливша.

### Подводна ферма
В ArcheAge играчът може да създаде собствена подводна ферма. За да се сдобие с ферма, играчът трябва да отиде на Търговския остров, където да си купи чертеж за подводна ферма. Тя струва 14 делфийски монети, а за да си я „монтира“ – още 3 златни монети. Фермата може да се разположи на определени места под водата, които ще са отбелязани на картата. Съответно ще плаща седмичен данък в размер на 5 златни монети.

### Подводни лодки
Това са специални плавателни средства, предназначени за пътуване по вода и гмуркане в дълбините. С тях можете леко и бързо да се придвижвате по всички посоки и да плавате под вода така дълго, че ще се почувствате истински господар на моретата. В играта ще има 4 вида устройства, като всички те са с еднаква форма, но се различават по цвят. Подводна лодка може да се получи за участие в игрални събития, да се придобие за точки слава, а също така и де се купи за делфийски звезди.
Те са построени от дърво и метал. Наподобяват по форма на гигантски риби. На носа им има остри зъби, предните им фарове наподобяват горящи очи, а плавниците от страни служат за лавиране и промяна на скоростта. В горната част на кораба има кожени седалки за пътниците.
Както и на другите питомци, така и на подводните лодки може да се поставят брони и снаряжение. Навиците на подводниците се различават от уменията на обикновения питомец. Ето някои от тях: торпеда, нанасящи AoE вреди, оръдия за близка дистанция, но с голям дамаг; радари, които позволяват да се засекат вражески кораби; кислородна масказа капитана; реактивни двигатели за ултрабързо ускорение. Всички тях може да комбинирате, за да усилите ефектите им.

### Рибарски лодки
За риболов на едри риби няма да ви подхожда малка лодка – нужен е голям рибарски кораб, оборудван с ехолот, както и с място за съхраняване на рибата.
Баркас можете да си направите самостоятелно, като ви е необходим лиценз за корабостроене и материали: руда, дърво, масло, желязо, тъкан и още много други. За постройката на кораба ще отиде много време, но затова резултатът си заслужава. Външният вид на кораба си може да изберете сами.
Процесът на риболов на едра риба представлява мини игра или игра в играта. Уловената дребна риба ще я ползвате за примамка. Ако нямате ехолот – огледайте се в морето, къде кръжат чайките. Там хвърлете и захранката. След малко ще се появи голяма риба. После се налага да я засечете, да разхлабите кордата и да извършите съответните маневри, за да я изтеглите на борда. Ако не направите това, ще загубите блесната си и улова. Трябва да докарате рибата до този момент, когато е загубила силите си, за да я изтеглите на лодката си.
Уловът може да продадете на търговците на Източния или Западния континенти. Претеглете я на специалните везни и ще разберете колко тежи. По-тежката е и по-скъпа. Някои риби са и по-скъпи.

## Пиратство
Работата не е за вас. Вие сте хулиган по природа или просто искате да играете тази роля в играта. Професия крадец съществува, но като че по-добре е направо да станете пират. Ще си имате пиратски остров, намиращ се далеко от сушата. На него има босове, дънджъни, моби и може да се развивате. По-сладкото обаче е нападението над търговците по море. Не си мислете, че животът ви на пирата ще е романтичен и безгрижен. Останалите, избрали мирния начин на съществуване, ще се организират и цели армади ще ви търсят. На сушата също може да грабите – каравани например. Или ферми. Последните обаче си имат плашила и ще е по-трудничко. Животът в играта няма да е безопасен. За игралния ви персонаж. Можете да бъдете нападнат навсякъде с малки изключения, като Търговския остров например. Докато сте в група и се опитвате да повалите боса, може да дойде друга група, която няма да има намерението да ви чака, а ще ви избие до крак под ударите на огромното чудовище.

## Телепортация
Телепортите определено са най-бързото средство за мигновено преместване от едно място на друго. Мрежата от портали обединява целия свят. Още от първо ниво всеки герой има особено умение, което му позволява един път на 20 минути да се върне в точката, записана в специалния му дневник. За това няма никакви разходи, само трябва да запишете в дневника мястото, където искате да се връщате мигновено. Това се прави на специалния олтар. Може да запишете само една точка за връщане. Вижте къде сте регистрирани към момента в книгата на телепортите. Освен това, ако сте си купили къща, може да запишете дома си като място за връщане. Трябва да използвате обаче специален предмет, който може да се купи във всяко селище.
За преместване във всяка точка се ползват два вида камъни. Първият се създава от играчи, изучили професията „Каменоделец“. С помощта на тези камъни се премествате на територията на един континент. Вторият се купува на Търговския остров за 5 Сълзи Нуи. Те ви позволяват да се телепортирате на различните континенти.
За да използвате камъка, трябва да отворите книгата за телепортиране. В нея автоматично се записват всички точки, в които можете да се преместите. Изберете нужното ви място, натиснете копчето Х и вашият герой ще започне да чете заклинание, след което се появява портал, който ще действа само няколко секунди. Телепортите определено имат и минуси – имате разходи за камъни, а и през него не можете да преминете с товара си.

## Обществен транспорт
В играта има и два вида обществен транспорт. Дилижансите е единия вид. С тях леко можете да се доберете до всяка точка на континента ви, макар че ще ви се наложи да ги сменяте. Удобни са за превоз на товари.
Дирижаблите са едни от най-добрите средства за придвижване. Тях може да намрат на специални станции, които представляват особени кули. Качвате се на балкона на кулата и чакате, кога ще пристигне транспортното средство. Те не прелитат през всички местности, но за това са много бързо превозно средство. Те са особено полезни за търговците и производителите, които ще превозват товари.
Може да проследявате текущото местоположение на дирижабъла като намерите един от специалните NPC.

### Дилижанс
За да се качите на дилижанса, трябва да намерите спирка, около която се намира NPC. Той не обхожда всички локации, но в началото на играта, докато нямате още кон, може спокойно да го ползвате. Съществуват и градски дилижанси, които се намират в някои големи градове и с тях може да обхождате различните части на града.

## Обсади
Обсадите са част от PvP-режима на ArcheAge. Това са боеве 70 на 70, където се използва обсадна техника, в хода на които нападателите се стремят да завладеят крепостта и прилежащите ѝ територии. Те се провеждат на северния континент, където владеенето на дадена територия, дава важни преимущества на гилдията.

## Кракен
Кракен е морско чудовище – 50-о ниво, който живее в дълбините на океана. Той напада корабите в зоната на своя обзор. За да бъде победен е нужна цяла флотилия.
Първата гилдия убила морското чудовище на руските сървъри е а Rise. Знаменателното събитие се случи на 2 март от 20:20 ч. по българско време. Битката е траяла няколко часа и се е водила на сървъра „Луций“. Сред наградите, които са получили героите, се оказал и един от най-ценните щитове Анд'хакар.